# Antônio Muniz Sodré de Aragão
Antonio Muniz Sodré de Aragão (Salvador, 13 de junho de 1881 — Rio de Janeiro, 9 de junho de 1940) foi um jurista, jornalista, professor e político brasileiro, ex-governador do estado da Bahia durante a República Velha. 

## Biografia
Era filho do Vice-almirante Francisco Moniz Ferrão de Aragão e D. Laurinda Augusta Freire Moniz. Estudou na Faculdade de Direito da Bahia, onde bacharelou-se em 1903.
Exerceu o magistério em diversas instituições soteropolitanas de ensino médio e superior, tais como na Escola Normal, Politécnica e na Faculdade de Direito em que se formara e no Rio de Janeiro foi professor de Direito Penal da Faculdade de Direito e no doutorado da Faculdade Nacional de Direito da Universidade do Brasil.
Foi pai do teórico marxista e escritor Edmundo Moniz, autor de "Canudos: a luta pela terra". (São Paulo: Global, 1981)

## Política
Tendo sido eleito deputado federal (1912-1918), e posteriormente senador (1920-1927), parte de sua atuação deu-se também no Rio de Janeiro, ocupando a pasta de Secretário de estado do Interior e Justiça do Estado do Rio  no governo do almirante Protógenes Guimarães.
Na Bahia sua participação política começou como deputado estadual (1909-1912), no grupo chefiado por José Joaquim Seabra, quem efetivamente o fez eleger e a quem sucedeu e também foi sucedido, a despeito da forte oposição, capitaneada por Rui Barbosa, Luiz Vianna, Ernesto Simões Filho, Octávio Mangabeira, Bráulio Xavier, Horácio de Matos, entre outros. Junto a Seabra, apoiou a Revolução de 1930 e a Aliança Liberal.

## Governo da Bahia
Tomou posse a 29 de março de 1916, exercendo o mandato até 29 de março de 1920.
Vivia o Estado forte crise em razão da I Guerra Mundial. As exportações agrícolas – principal esteio da economia local – foram suspensas. Na capital o clima de insatisfação se agravava, redundando na eclosão de várias greves, a maior e mais traumática delas a dos professores municipais de 1918. A oposição de tudo isso se valia, acirrando inda mais as agitações.

### Realizações
- Fundação, pelo historiador Francisco Borges de Barros, do Museu de Arte da Bahia, em 1918 [8]
- Apoio à fundação da Academia de Letras da Bahia
- Conclusão do Quartel de Cavalaria[5]
- Ala principal do Palácio da Aclamação [5]
- Reconstrução do Palácio Rio Branco [5]
- Reconstrução do Hospital dos Alienados[5]
- Reabertura da Escola Agrícola de São Bento das Lages (atual Escola de Agronomia de Cruz das Almas) [5]
- Construção do prédio da Biblioteca Pública do Estado da Bahia[5]
- Incrementou a abertura de estradas de rodagem e de ferro e a navegação[5]

## Imprensa
Iniciou no jornalismo em 1895, na Gazeta de Notícias, tendo ainda atuado no Correio do Brasil e na Gazeta do Povo.
Como jornalista, primou pela publicação de artigos, mormente sobre a Bahia. Escreveu Moniz Sodré, sobre o estado:
"O Estado da Bahia exerceu sempre a mais pronunciada influência na vida do Brasil, destacando-se nas diferentes fases de sua história, não somente pelo valor intelectual e moral dos seus filhos, com os quais se tem irmanado em todo vigor da sua proverbial intrepidez e do seu denonado patriotismo, mas, também, pelas contribuições materiais de suas potentes forças econômicas […]."

## Letras
Foi com o seu apoio que Arlindo Fragoso pôde fundar a Academia de Letras da Bahia, em 7 de março de 1917. Moniz ali teve assento na Cadeira número 10, cujo Patrono é Lino Coutinho.

### Obras
- "A Bahia e o seu Papel Histórico na Evolução Política do Brazil". Revista da Bahia, Bahia, nº 21, 15 de outubro de 1922.
- Estatuto dos Funcionários Públicos, de 1913
- Curso de Direito Criminal. São Paulo.
- As três escolas penais: clássica, antropológica e crítica

(estudo comparativo). 7.ed. Livraria Freitas Bastos, 1938. Resumo.
- A Bahia e os seus governadores na República. Bahia: Imprensa Oficial, 1923